# El capitán Serafín y el grumete Diabolín
El capitán Serafín y el grumete Diabolín, és una sèrie de còmic d'humor publicada per primer cop el gener del 1955, amb guió i dibuixos de Segura, posteriorment el juliol del 1967 es va reprendre la publicació al número 0 de la revista El DDT (III època) l'encarregat d'aquesta historieta va ser Jordi Buxadé amb el pseudònim de Bux.

## Argument i trajectòria editorial
El capitán Serafín y el grumete Diabolín, és una sèrie de còmics d'humor protagonitzats pel capitán Serafín, un home seriós i autoritari, capità del vaixell mercant, anomenat el Salmonete, i el trapella del seu grumet, un adolescent anomenat Diabolín, que és qui provoca gairebé tots els embolics i situacions còmiques que es produeixen a bord. Un tercer personatge amb un paper més secundari i que apareix poques vegades es Fes-Thin, el cuiner xinès del vaixell.
En els seus inicis es va publicar a la revista infantil Juguetitos, de l'editorial Chiquitos, amb dibuix i guió de Robert Segura, en almenys dos dels quatre números que es van publicar d'aquesta capçalera. Posteriorment el 1967 la sèrie reprèn la seva publicació a la revista de còmics El DDT (III època) a càrrec de Bux (Jordi Buxadé). En aquesta nova etapa, al número 0 de la publicació, s'inicia la sèrie amb una historieta on es veu el grumet a la seva arribada al vaixell i com es troba per primera vegada amb el capità Serafín, l'autor d'aquesta historieta és Bux, Segura en va reprendre la sèrie i fou l'encarregat de continuar la sèrie dibuixant-ne la majoria d'episodis.
Publicacions
Publicacions on s'ha publicat la serie.
| Publicació         | Inici  | Editorial                | Als números     |
| ------------------ | ------ | ------------------------ | --------------- |
| Juguetitos         | 1-1955 | Chiquito                 | 1,3             |
| El DDT (III època) | 7-1967 | Editorial Bruguera, S.A. | 0,1             |
| Din Dan (II època) | 2-1968 | Editorial Bruguera, S.A. | 1,2,3,5,6,7,8,9 |
| OLÉ!               | 3-1971 | Editorial Bruguera, S.A. | 21              |
| Super Zipi Zape    | 1-1973 | Editorial Bruguera, S.A. | 80              |
| Bruguelandia       | 6-1981 | Editorial Bruguera, S.A. | 8               |